# Copaxa
Genre
Copaxa est un genre de lépidoptères (papillons) appartenant à la famille des Saturniidae

## Liste d'espèces
Selon NCBI (28 avril 2019) :
- Copaxa andensis
- Copaxa australoescalantei
- Copaxa bella
- Copaxa chrisbrechlinae
- Copaxa conlani
- Copaxa curvilinea
- Copaxa decrescens
- Copaxa escalantei
- Copaxa flavina
- Copaxa flavobrunnea
- Copaxa joinvillea
- Copaxa kitchingi
- Copaxa koenigi
- Copaxa lavenderoguatemalensis
- Copaxa lavenderohidalgensis
- Copaxa lavenderojaliscensis
- Copaxa madrediosiana
- Copaxa mielkeorum
- Copaxa moinieri
- Copaxa multifenestrata
- Copaxa novocineracea
- Copaxa pararufinans
- Copaxa parvohidalgensis
- Copaxa pascoandensis
- Copaxa rudloffi
- Copaxa rufijaliscensis
- Copaxa rufinans
- Copaxa satellita
- Copaxa schmiti
- Copaxa simson
- Copaxa sinjaevi
- Copaxa troetschi
- Copaxa vanschaycki
- Copaxa winbrechlini
- Copaxa wolfei
- Copaxa yungaskoenigoides
- Copaxa yungaspandens
- Copaxa yungescens